# Brahman (raça bovina)

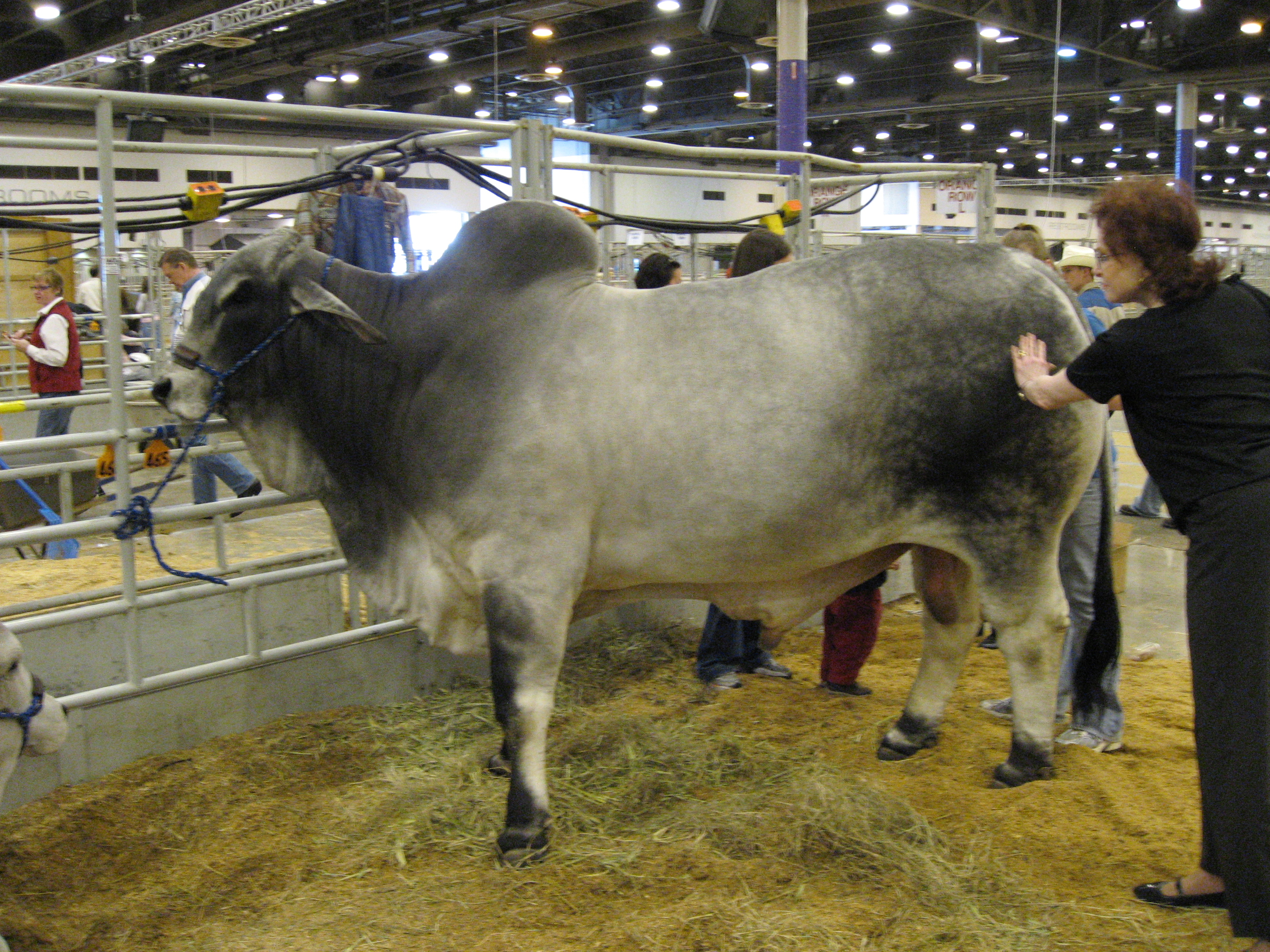
Bou de la raça Brahman en un espectacle ramader

El Brahman és una raça americana de bestiar boví hibrid entre el bos indicus i el bos taurus taurus europeu. S'ha criat als Estats Units des del 1885 a partir de bestiar originari de l'Índia, importat en diverses èpoques del Regne Unit, de l'Índia i del Brasil. El Brahman té una alta tolerància a la calor, la llum solar i la humitat, i una bona resistència als paràsits. S'ha exportat a molts països, especialment als tròpics; a Austràlia és la raça de bestiar més nombrosa. S'ha utilitzat en la creació de nombrosos híbrids, alguns dels quals, com el Brangus i el Brahmousin, es classifiquen com a races separades.:137 No és una espècie en risc.

## Història

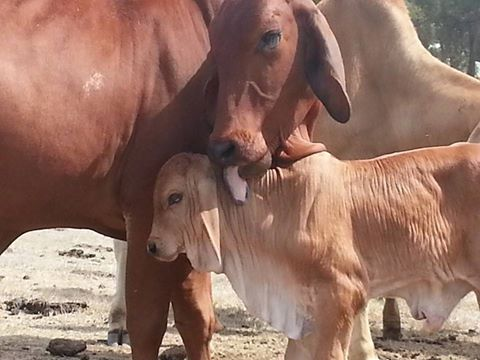
Vaca i vedella

El bestiar zebú (geperut asiàtic) va estar present als Estats Units des del 1849, quan es va importar un sol toro d'origen indi del Regne Unit a Carolina del Sud. El 1885 es van portar un parell de toros grisos directament de l'Índia a Texas; un era gran, pesava més de 800 kg, l’altre pesava poc més de la meitat. El mestissatge d’aquests amb bestiar boví local va ser el primer pas en la creació de la raça Brahman. Es van importar altres petits grups de bestiar indi fins al 1906, principalment a Texas; alguns dels animals van ser importats com a animals de circ i, posteriorment, es van vendre a ramaders. El 1924 i el 1925 es va importar gran quantitat de bestiar brasiler als Estats Units a través de Mèxic. Eren principalment híbrids Guzerá, però també alguns Gir i Nelore; 210 bous i 18 vaques en total.
El 1924 es va formar l'associació de races American Brahman Breeders Association i es va iniciar un llibre genealògic.:137 El nom de "Brahman" va ser escollit per JW Sartwelle, secretari de l'associació. El 1939 es va tancar el llibre genealògic, que després va registrar només la descendència dels pares registrats. Es va permetre el registre el 1946 de divuit toros brasilers importats, principalment Indu-Brasil i Gir, així com algunes addicions posteriors d’estocs importats.:137 L'associació va registrar tots els bovins inicials nord-americans al mateix llibre genealògic fins al 1991, quan es van separar els llibres genealògics de Gir, Guzerat, Indu-Brasil, Nelore i Tabapua dels britànics Brahman Red i Grey. 
Les exportacions de bestiar d’aquesta raça a Austràlia es van iniciar el 1933 i es van continuar fins al 1954 i van ascendir a 49 caps en total; el 1973 la seva descendència era de més de 225.000. Algunes importacions addicionals, que sumaven uns 700 caps, van ser després del 1981. El 1987 hi havia més d’un milió de caps a Queensland i, a finals de segle, era la raça més important a Austràlia, particularment al nord tropical del país. :137

## Característiques
El brahman té una bona tolerància a la calor i està estès a les regions tropicals. La seva pell clara contribueix a repel·lir la calor i els insectes. Les parpelles són gruixudes, el que també els protegeix del sol i els permet evitar la majoria de malalties oculars. Resisteix als insectes gràcies a la seva pell gruixuda. També hi ajuda una substància oliosa que segreguen les glàndules sebàsices de la pell i que manté allunyats als insectes, a més de proporcionar una sensació suau i greixosa a la pell. El bestiar brahman viu més temps que moltes altres races, produint sovint vedells a partir dels 15 anys i fins als 20 anys.

## Ús
El Brahman es cria per a la indústria càrnia, particularment en zones on es necessita una bona resistència a les condicions caloroses o tropicals. Com passa amb la resta de bestiar zebú, la carn és de menys qualitat que la de les races especialitzades europees. Per aquest motiu, es creua habitualment amb bestiar d'aquestes races, ja sigui criant vedells híbrids nascuts de pares de raça pura, o creant una raça composta o híbrida, de la qual n'hi ha molts. Alguns d’ells, com ara els Brahmousin (Brahman x Limousin), Brangus (Brahman x Angus) i Simbrah (Brahman x Simmental) han adquirit l'estatus de raça per dret propi, però molts d'altres no. Aquests inclouen el Brahorn (Brahman x Shorthorn), el Bravon (Brahman x Devon) i el South Bravon (Brahman x South Devon), el Bra-Swiss (Brahman x Brown Swiss), el Sabre (Brahman x Sussex) i el Victoria (Brahman x Hereford). 
A Oman i Fujairah, els braus brahman s'utilitzen en un esport tradicional. Es tracta de dos d'aquests bous que participen en una ferotge ronda de capçals. El primer que col·lapsa o concedeix el seu terreny es considera el perdedor. Els braus brahman preparats per a aquest esport es mantenen en una dieta especial amb llet i mel per guanyar una força superior.